# Тихоокеанска гигантска амбистома
Тихоокеанска гигантска амбистома (Dicamptodon ensatus), наричана също калифорнийска гигантска амбистома, е вид земноводно от семейство Dicamptodontidae. Видът е почти застрашен от изчезване.

## Разпространение
Разпространен е в САЩ.